# Комаров Олег Васильович
Комаро́в Оле́г Васи́льович (нар. 14 березня 1939, Київ, УРСР, СРСР) — радянський і український актор театру і кіно, літератор, педагог. Народний артист України (2016). Заслужений артист України (1999).

## Життєпис
Народився в родині акторів. Батько, Василь Леонідович Комаров, загинув у роки Другої Світової війни. Мати, заслужена артистка УРСР Ганна Іллівна Ніколенко, була в різні часи актрисою Театру ім. Івана Франка, Київського обласного театру, Київської державної філармонії.
Закінчив Київський державний інститут театрального мистецтва ім. І. Карпенка-Карого (1961). З 1966 року працює у Київському російському драматичному театрі ім. Лесі Українки (нині Національний академічний драматичний театр імені Лесі Українки). Найчастіше виступає в амплуа характерного актора.
Постійно бере участь у радіо- та телепрограмах культурно-освітницького спрямування. Майстер художнього читання. Був одним з ведучих популярної радіопередачі «Від суботи до суботи».
Педагог; викладає на кафедрі майстерності актора і сценічної мови Київської муніципальної академії естрадного та циркового мистецтва.

## Творчість

### Театр
Серед виконаних ролей у Театрі ім. Лесі Українки:
- Мужеський — «Добряки»;
- Єпиходов — «Вишневый сад»;
- король — «Снежная королева»;
- Сем — «Похищение Джонни Дорсета»,
- Етьєн — «Блоха в ухе»;
- Шульц — «Элитные псы»;
- Сима Попович — «Госпожа министерша»;
- керуючий — «№ 13»;
- аптекар Флеран  — «Мнимый больной»;
- Мозес — «Школа скандала» та інші.

### Кіно
Неодноразово запрошувався до участі в радянських, українських, російських кінофільмах. Загалом зіграв у кіно близько 40 ролей. Серед них:
- 1964 — «Повість про Пташкіна» — Доня
- 1965 — «Хочу вірити» — телефоніст Василь
- 1966 — «Їх знали тільки в обличчя» — Плющев
- 1967 — «Десятий крок» — Гігантов
- 1971 — «Де ви, лицарі?»
- 1973 — «Щовечора після роботи» — Калашников
- 1974 — «Поцілунок Чаніти» — репортер
- 1990 — «Війна на західному напрямку» (серіал) — Бочаров
- 1993 — «Злочин з багатьма невідомими» (серіал) — тюремний лікар Лукас
- 2002 — «Лялька» (серіал) — прокурор Федін

Член Національної спілки кінематографістів України.

### Літературний доробок, спогади
Автор спогадів та оповідань, що друкувалися в періодиці (зокрема, в газеті «Рабочее слово»).
У 1998 році було випущено збірку Олега Комарова «Оповідання і спогади» — про акторів театру ім. Івана Франка.
2001 року вийшла в світ його наступна книга «Театральні спогади. Оповідання», що складається з розділів: «Театр Франка очима мого дитинства» (про акторів Театру ім. Івана Франка), «Світлі душі театру» (про акторів Театру ім. Лесі Українки, з якими актор працював), і два останні розділи — розповіді.
У 2011 році цю книгу перероблено та випущено під новою назвою «Світлі душі театру» (К., КМЦ «Поезія», 2011, друге доповнене видання — К., «Фенікс», 2014).
На основі своїх спогадів і в співпраці з режисером Г. Черняк, О. Комаров створив цикл телепередач «Театральні силуети» — про акторів В. Халатова, В. Дуклера, Ю. Лаврова, В. Добровольського, К. Осмяловську, Г. Ніколенко, режисера І. Молостову, суфлера Я. Блікштейна і передачу, присвячену 80-річному ювілею театру ім. Лесі Українки (існує CD-версія).

## Відзнаки
- Народний артист України (26 березня 2016) — за вагомий особистий внесок у розвиток національної культури і театрального мистецтва, значні творчі здобутки, високу професійну майстерність та з нагоди Міжнародного дня театру[4]
- Заслужений артист України (22 липня 1999) — за вагомий особистий внесок у розвиток національної культури і мистецтва, високий професіоналізм[5]
- У 1998 році отримав Літературно-мистецьку премію ім. І. Котляревського
- Удостоєний відзнак від Міністерства культури і мистецтва України, Союзу письменників України, Союзу театральних діячів України